# Incomplete (Backstreet Boys)

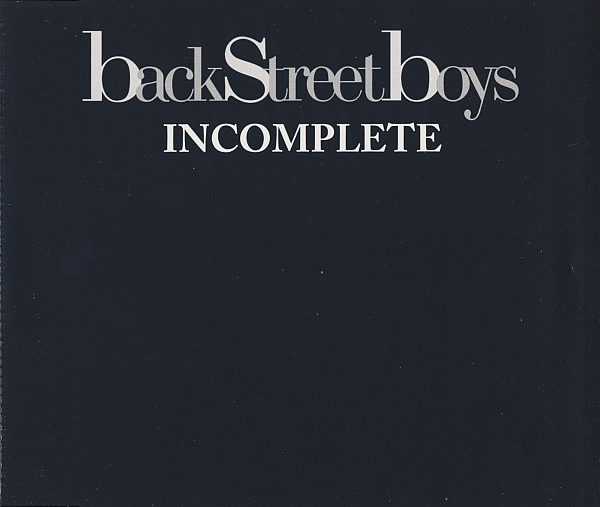
Cover van de single incomplete

Incomplete is een nummer van de Backstreet Boys uit 2005. Het is de eerste single van hun vijfde studioalbum Never Gone.
Met Incomplete maakten de Backstreet Boys na een pauze van drie jaar een comeback. Het nummer klinkt anders van hun voorgaande nummers. Terwijl hun voorgaande nummers veel R&B-invloeden hadden, gaat Incomplete veel meer de kant van de alternatieve rock en poprock op. Hierdoor lijkt het nummer meer op een nummer van een alternatieve rockband, dan op een Backstreet Boys-nummer.
Het nummer was wereldwijd succesvol. In de Amerikaanse Billboard Hot 100 behaalde het de 13e positie. In de Nederlandse Top 40 behaalde het de 8e positie, en in de Vlaamse Ultratop 50 de 14e.